# 皮爾茨維爾 (蒙大拿州)
皮爾茨維爾（英語：Piltzville）是位於美國蒙大拿州米蘇拉縣的普查規定居民點。

## 人口
根據2020年美國人口普查的數據，皮爾茨維爾的面積為1.94平方千米，皆為陸地。當地共有人口372人，而人口密度為每平方千米191.75人。